# Llandaff Castle
Die Llandaff Castle war ein 1927 in Dienst gestelltes Passagierschiff, das für die britische Reederei Union-Castle Line im Passagier- und Postverkehr zwischen Großbritannien und Südafrika eingesetzt wurde. Im Zweiten Weltkrieg diente die Llandaff Castle als Truppentransporter, bis sie am 30. November 1942 vor der Küste von Mosambik von einem deutschen U-Boot versenkt wurde.

## Das Schiff
Das 10.799 BRT große Dampfschiff Llandaff Castle wurde auf der Werft Workman, Clark and Company im nordirischen Belfast gebaut und lief dort am 10. August 1926 vom Stapel. Sie war das mittlere von drei Schwesterschiffen, die die Union-Castle Line in der zweiten Hälfte der 1920er Jahre in Dienst stellte. Die Llandovery Castle (II) (10.640 BRT), die bei Barclay, Curle and Company in Glasgow gebaut wurde, war bereits 1925 in Dienst gestellt worden und die Llangibby Castle (11.951 BRT), die bei  Harland & Wolff entstand, folgte 1929. Die Llandaff Castle wurde im Januar 1927 fertiggestellt und lief kurz danach zu ihrer Jungfernfahrt aus.
Das 143,6 Meter lange und 18,8 Meter breite Passagier- und Postschiff hatte einen Schornstein, zwei Masten und zwei Propeller und wurde von zwei Vierfachexpansions-Dampfmaschinen angetrieben, die 1.086 nominale PS leisteten und das Schiff auf 14 Knoten beschleunigen konnten. Sie war eines der letzten Schiffe der Reederei, das noch mit Dampfmaschinen angetrieben wurde. Die Ära der Motorschiffe war bereits im Aufbruch.
1940 war die Llandaff Castle das erste Schiff, das aus Großbritannien evakuierte Kinder nach Südafrika brachte (siehe Hauptartikel Children’s Overseas Reception Board). Anschließend wurde sie von der britischen Admiralität als Truppentransporter angefordert. Sie beförderte Truppen nach Ostafrika und den Mittleren Osten. Anfang 1942 wurde das Schiff umfassend umgebaut, sodass es von da an 1150 Soldaten transportieren konnte. Am 5. Mai 1942 nahm die an der alliierten Besetzung Madagaskars teil (Operation Ironclad).

## Versenkung
Am 26. November 1942 lief die Llandaff Castle unter dem Kommando von Kapitän Cornwallis Jasper Clutterbuck, OBE, mit Passagieren und Fracht in Daressalam (Tansania) aus. Das Schiff war zuvor aus Mombasa gekommen und befand sich auf dem Weg nach Durban. An Bord waren 159 Besatzungsmitglieder, vier Kanoniere und 150 Passagiere, darunter sechs sowjetische Diplomaten mit Ehefrauen und Kindern und 70 Offiziere mit Familien. Daneben waren 300 Tonnen Fracht geladen. Die Llandaff Castle fuhr ohne Geleitschutz.
Am Nachmittag des 30. November 1942 wurde die Llandaff Castle südöstlich von Lourenço Marques (heute Maputo) von dem deutschen U-Boot U 177 (Kapitänleutnant Robert Gysae) angegriffen. Um 17.29 Uhr wurde das Schiff von zwei Torpedos getroffen, denen um 17.47 Uhr und 18.09 Uhr Fangschüsse folgten, woraufhin das Schiff sank (Position 27.20S/33.40E). Drei Besatzungsmitglieder starben. Gysae ließ neben den Überlebenden auftauchen und fragte sie nach dem Namen des Schiffs. Sie antworteten Hardship und Queen Mary. Als Nächstes fragte der U-Boot-Kommandant, ob es Verletzte gebe. Die Schiffbrüchigen sagten ihm, dass sie „lediglich nass“ sein. U 177 drehte daraufhin ab.
Die 310 Überlebenden verbrachten dann zwei Tage auf dem offenen Meer und wurden am 2. Dezember 1942 von dem Geleitszerstörer Catterick (Lt. Alexander Tyson, RN) gerettet und nach Durban gebracht. Die Llandaff Castle war das größte von U 177 versenkte Schiff.